# طول النهار

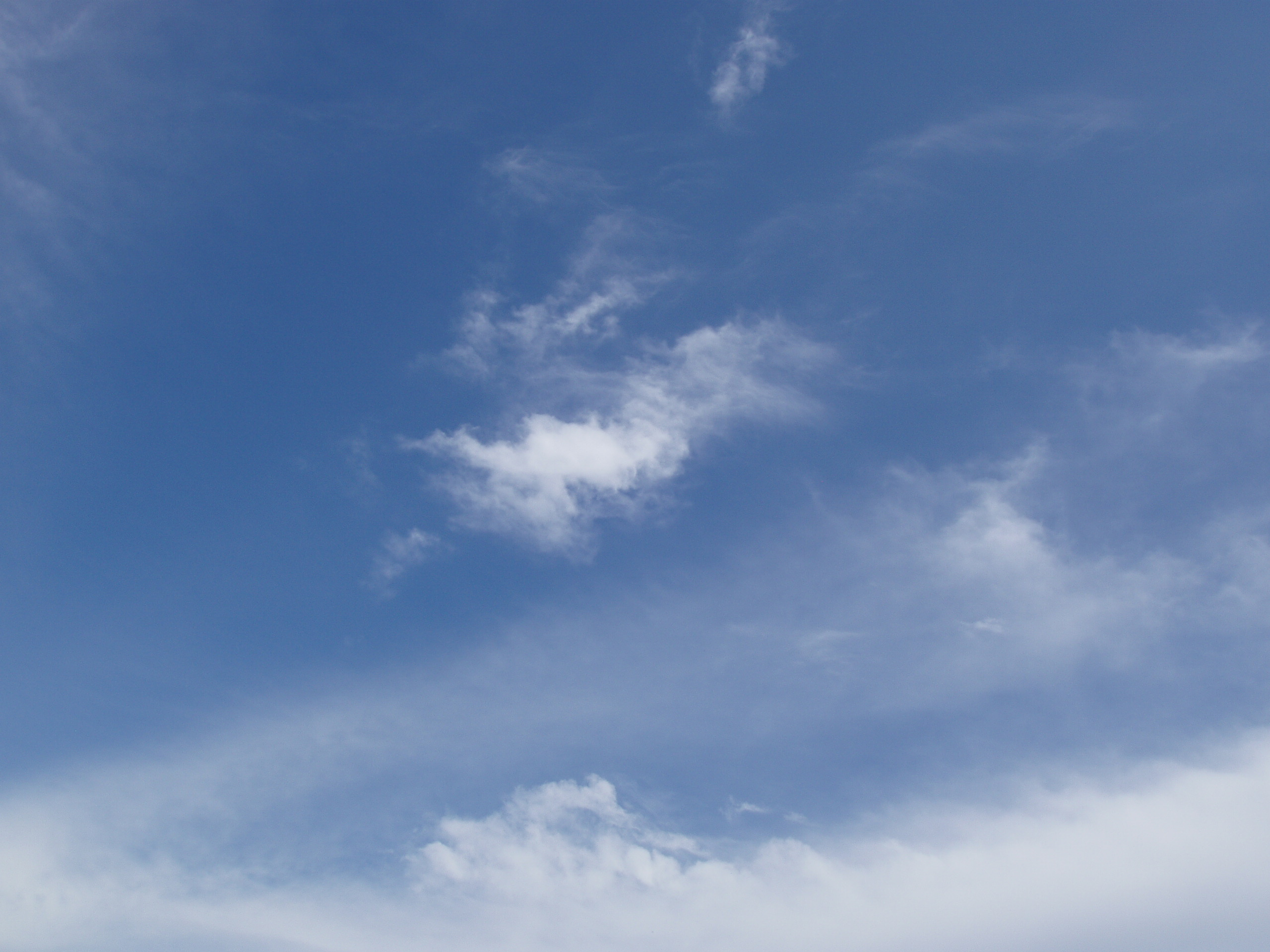
من أحوال السماء نهارا

طول النهار هو مدة تعرض المنطقة من الأرض إلى أشعة الشمس. تقلب طول النهار على الأرض على مر العصور.
على الأرض، النهار هو الفترة عند أي نقطة معطاة على سطح الكوكب تتغيّر عندها الإضاءة الطبيعية من أشعة الشمس غير المباشرة إلى مباشرة.
الكواكب الأخرى التي تدور في سياق علاقة مع سطحٍ مضيء كالنجوم لها أيضاً نهار نوعاً ما. بيد أن هذه المقالة تناقش في المقام الأول النهار الأرضي.

## الخصائص
يُضيء نصف الأرض تقريباً في أي وقت بواسطة الشمس. المنطقة المعرّضة للإضاءة المباشرة تكون نصف الكوكب تقريباً؛ لكن وبسبب تأثيرات الغلاف الجوي وغيره من المؤثرات التي تسبب تمدّد نطاق الإضاءة غير المباشرة، تكون مساحة سطح الكوكب التي تغطيها الإضاءة المباشرة أو غير المباشرة تكون أكثر قليلاً من نصف السطح.
الجزء من الأرض الذي يشهد نهاراً في أي لحظة معينة يتغيّر باستمرار بسبب دوران الكوكب حول محوره. دوران محور الأرض ليس عمودياً على مستوى المدار حول الشمس (الذي يوازي اتجاه أشعة الشمس)، وبالتالي فإن طول فترة النهار يختلف من نقطةٍ إلى أخرى على الكوكب. إضافة لذلك، بما أن محور الدوران ثابت نسبياً مقارنة بالنجوم، فإنه يتحرك بالنسبة للشمس حيث يشكّل الكوكب مداراً حولها. وهذا يسبب الاختلافات الموسمية في طول النهار في معظم مناطق الأرض.
تعرّف فترة النهار من وجهة نظر مراقب على سطح الكرة الأرضية بأنها الفترة بين شروق الشمس عندما تدور الأرض باتجاه الشرق أولاً ما ينتج عنه ظهور قرص الشمس فوق الأفق، وحتى غروبها، عندما تستمر الأرض في الدوران ما ينتج عنه اختفاء قرص الشمس تحت الأفق في الغرب. ولأن الشمس هي قرص مضيئ كما تبدو من الأرض، بدلاً من التفكير بها كمصدر للضوء، فإن الشروق والغروب ليسا فوريان وتعريف كلٍ منهما على وجه التحديد يختلف حسب السياق.
إضافة لذلك، ينحني الغلاف الجوي للأرض أكثر وينشر ضوء الشمس ويطيل فترة شروق الشمس وغروبها. يضيئ ضوء غير مباشر من الشمس السماء على الأرض لفترة معينة بعد غروب الشمس وقبل شروقها. وغالباً ما يُشار لهذه الفترة بالشفق. بعض الفلكيين لا يعتبرون أن النهار ينتهي حقاً حتى يختفي قرص الشمس فعلياً تحت أفق الأرض بسبب الإضاءة غير المباشرة التي تزيد الفترة.

## اختلافات طول النهار حسب دوائر الطول والفصول

طول اليوم باعتباره دالة رياضية للدوائر العرض واليوم من السنة. دائرة العرض 40 درجة شمالاً (تقريباً مدن نيويورك ومدريد وبكين) مضاءة كمثال.

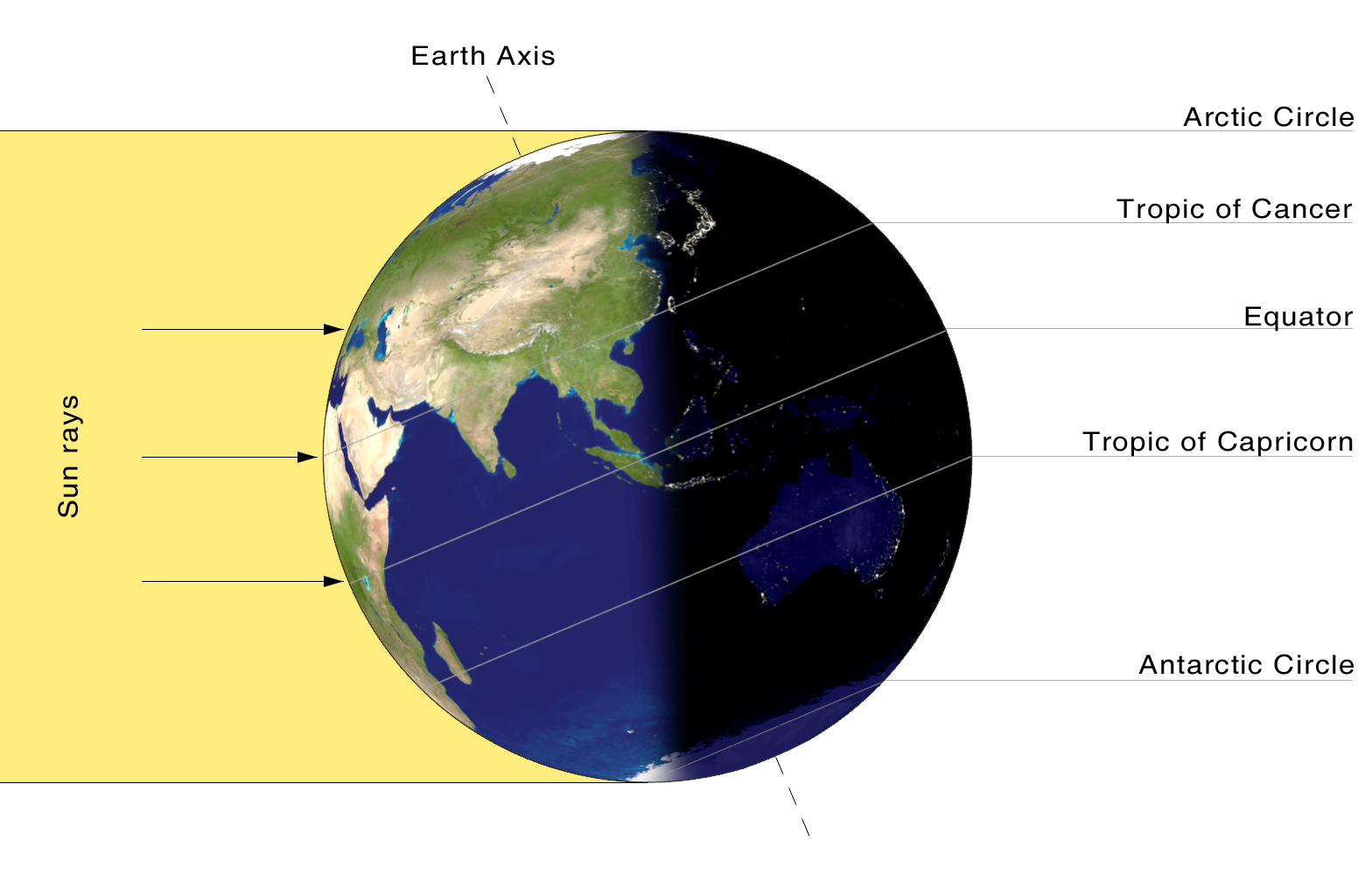
الانقلاب الشمالي للنهار على الأرض

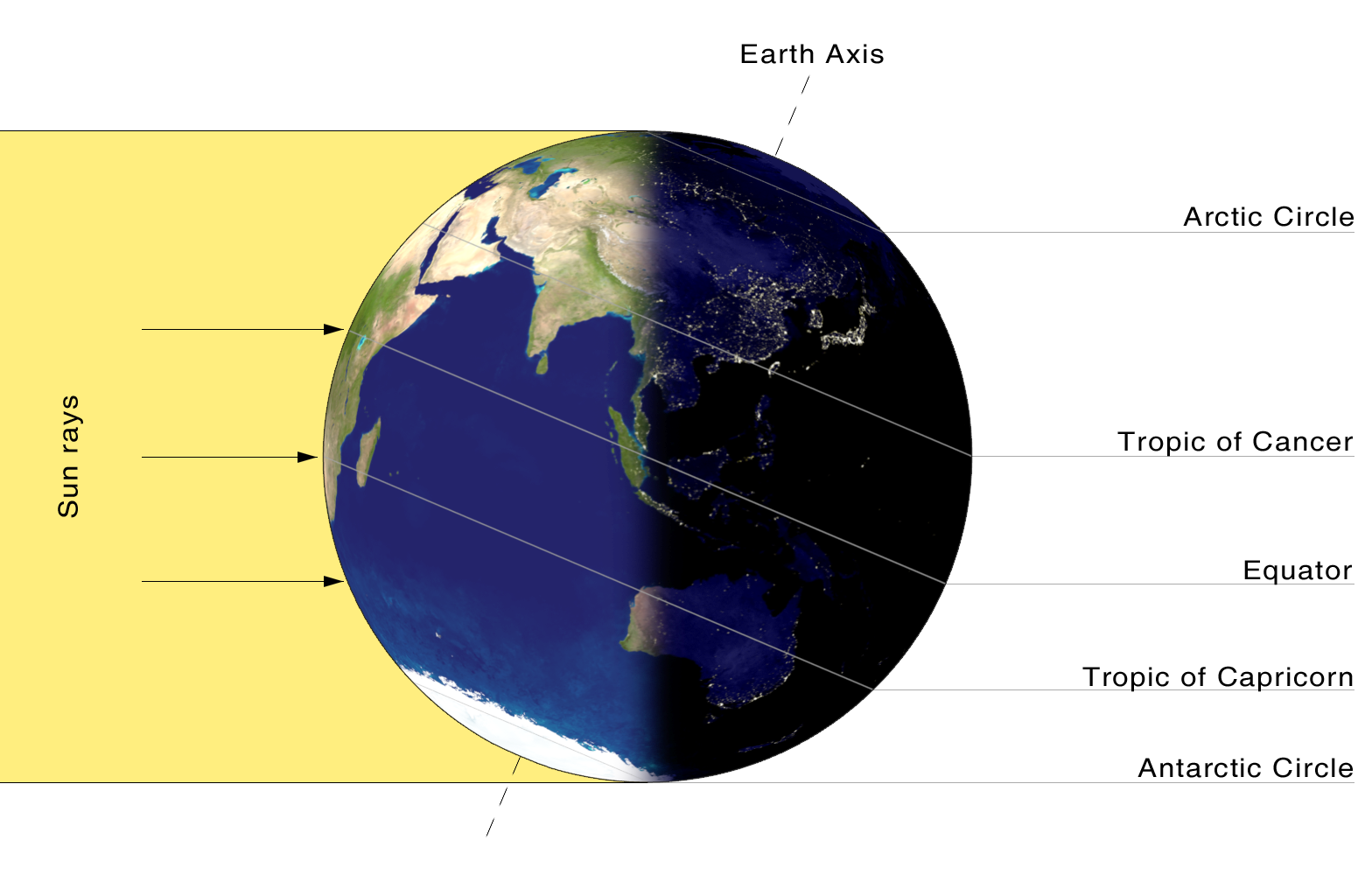
الانقلاب الجنوبي للنهار على الأرض

بالنظر إلى حقيقة أن محور دوران الأرض يميل بنحو 23.5 درجة عمودياً (مقارنة مع مستواه المداري)، فإن طول النهار يتغيّر بتغيّر فصول السنة على سطح الكوكب، حسب دائرة العرض التي يتم عندها المراقبة. المناطق التي يكون الفصل فيها صيفاً تميل نحو الشمس. يؤدي ميلها نحو الشمس إلى أن يكون أكثر من نصف اليوم نهاراً ودرجات حرارة أعلى بسبب أشعة الشمس المباشرة المتزايدة، ويقل امتصاص أشعة الشمس في الغلاف الجوي. قد يكون لزيادة ضوء النهار تأثير على تزايد الحرارة في فصل الصيف، ويعود سبب الزيادة في درجات الحرارة إلى كون الشمس مباشرة، وليس بسبب زيادة ضوء النهار. تأثير زاوية الشمس على المناخ المرتفع (حوالي 90 درجة) هو ما يجعل المناطق المدارية دافئة في حين أن زاوية التأثير المنخفضة (بالكاد تكون فوق الأفق) عند القطبين تسبب البرد.
على الرغم من أن فترة النهار تكون دائماً 12 ساعة عند خط الاستواء في جميع الفصول، إلا أن طول الفترة يختلف عند دوائر العرض الأخرى باختلاف الفصول. أثناء الشتاء، تكون فترة النهار أقصر من 12 ساعة؛ أما في الصيف فتكون أطول من 12 ساعة. عندما يكون الشتاء في المناطق الواقعة شمال خط الاستواء، فإن الفصل يكون صيفاً في المناطق الواقعة جنوب خط الاستواء، والعكس صحيح.